# All Purpose Environmental Clothing System
All Purpose Environmental Clothing System (APECS) – system umundurowania zimowego USMC oraz US Air Force. 

## Historia
Na przełomie 1999/2000 w USMC rozpoczęto pracę nad stworzeniem własnego systemu umundurowania i wyposażenia, odmiennego od tych stosowanych m.in. w US Army. W wyniku tych prac powstał m.in. nowy kamuflaż - Marpat. Opracowano także umundurowanie w tym kamuflażu - MCCUU i APECS. 
Produkcję kompletów APECS rozpoczęto w roku 2003. 

## Konstrukcja
System APECS stanowią kurtka i spodnie goretexowe, 2 bluzy polarowe oraz zaprojektowane specjalnie dla systemu akcesoria.

### Kurtka i spodnie goretexowe
Kurtka i spodnie wykonane są z tkaniny goretexowej w kamuflażu Marpat Woodland lub Marpat Desert. Kurtki w kamuflażu pustynnym najczęściej wykorzystywane są jako kamuflaż zimowy. Zastosowana tkanina goretexowa posiada mniejszą masę i mniej szeleści niż ta użyta w poprzednich systemach. 
Krój kurtki oparto na tym zastosowanym w ECWCS gen. II. Różnice polegają m.in. na zastąpieniu zamków zamkami bryzgoszczelnymi. Takie posunięcie pozwoliło na zlikwidowaniu listwy chroniącej zamek przed śniegiem lub wodą. Przesunięto także patkę na oznaczenie stopnia. Kolejne zmiany dotyczyły konstrukcji kieszeni wewnętrznych (zamiast zamknięcia na rzepy zastosowano zamki bryzgoszczelne), obniżenia kołnierza i zlikwidowania fartucha śnieżnego. 
Spodnie różnią się jedynie kształtem i sposobem zamykania kieszeni cargo (zamiast rzepów zastosowano guziki i gumowy ściągacz).

### Ocieplacze polarowe
Ocieplenie stanowią dwa polary o różnej gramaturze. 
Pierwsza bluza (grubsza) różni się od tej z poziomu 2 ECWCS gen. II tylko kolorem. Zamiast czerni - Coyote Brown. 
Druga bluza (cieńsza) wykonana jest z tkaniny Polartec 100. Bluza produkowana jest w kolorze Coyote Brown (pierwsze egzemplarze produkowano jednak w kolorze oliwkowym). Bluza jest wkładana przez głowę (zapinanej z przodu na suwak zapinanej z przodu na suwak), posiada także z przodu jedną dużą przelotową kieszeń. 

### Akcesoria
Akcesoria wyprodukowane na potrzeby systemu APECS:
- Czapka zimowa - identyczna z tą z systemu ECWCS gen. II jednak zmieniono kolor na Coyote Brown
- Lekkie rękawice OR PS150 - uszyte z Polartecu Power Strech w kolorze Coyote Brown. Zastosowano materiał o działaniu bakteriobójczym z tzw. srebrną nicią.
- Modułowe rękawice zimowe OR Pro Mod - składają się z wkładek z materiału podobnego do Windstopperu, mocowanych na taśmę Velcro oraz pokrowców wykonanych z wodoodpornej tkaniny. Rękawice są koloru czarnego.
- Kominiarka - w kolorze Coyote Brown, chroniąca całą twarz w warunkach ekstremalnego zimna.
- Stuptuty Expedition Crocodiles - wykonane są z zaimpregnowanej tkaniny Cordura 1000D i goretexu.

## APECS w US Air Force
APECS wprowadzono także na wyposażenie US Air Force. Kurtki dla lotników produkowane są w zmodyfikowanym kamuflażu Tigerstripe.